# Castel Vanga
Il Castel Vanga (Schloss Wangen o Wangen-Bellermont in tedesco) è un castello privato nella frazione omonima del comune di Renon.

## Storia
Il castello fu costruito dai signori di Vanga tra il 1209 e il 1237. Data la sua posizione, la famiglia non vi risiedeva in maniera stabile ma preferiva spesso usare i più comodi Castel Novale e Castel Roncolo.
Nel 1277 il castello fu espugnato e distrutto dalle truppe del conte del Tirolo, Mainardo II, durante le lotte per la supremazia sul principe vescovo di Trento, di cui i Vanga erano i ministeriali.
Per più di 200 anni il castello rimase un rudere finché nel 1500 fu ricostruito e usato come residenza nobiliare. Nel 1615 fu acquisito da Marx Sittich von Wolkenstein. Purtroppo dopo qualche decina di anni cadde di nuovo in rovina e solo all'inizio del XX secolo fu reso di nuovo abitabile.
Oggi il castello è proprietà privata e non è visitabile.